# Храстовлє
Храстовлє (словен. Hrastovlje) — поселення в общині Копер, Регіон Обално-крашка, Словенія. Висота над рівнем моря: 165,1 м.